# Luis Alberto Romero
Luis Alberto, właśc. Luis Alberto Romero Alconchel (ur. 28 września 1992 w San José del Valle) – hiszpański piłkarz występujący na pozycji pomocnika  w katarskim klubie Al-Duhail SC .

## Kariera klubowa
Luis Alberto jest wychowankiem Sevilli. Dwa pierwsze sezony w seniorskiej piłce spędził w drużynie rezerw, na trzecim szczeblu rozgrywek. 16 kwietnia 2011 roku zadebiutował w La Liga, w meczu z Getafe CF.
W sierpniu 2012 roku został wypożyczony na rok do rezerw Barcelony, z opcją wykupu przez Katalończyków po zakończeniu sezonu. 2 września 2012 roku zadebiutował w barwach Blaugrany w wygranym spotkaniu z CE Sabadell FC.
22 czerwca 2013 roku został zaprezentowany jako nowy zawodnik Liverpoolu.
W sezonie 2014/2015 Luis Alberto został wypożyczony do Málaga CF, gdzie rozegrał 15 meczów w lidze i strzelił 2 gole. Na kolejny sezon został wypożyczony do Deportivo La Coruña, gdzie był podstawowym zawodnikiem drużyny. 
Przed sezonem 2016/2017 został wykupiony przez S.S. Lazio z Liverpoolu za 4 miliony euro. Grając w klubie z Rzymu wywalczył dwukrotnie Superpuchar Włoch (2017/18, 2019/20 oraz Puchar Włoch (2018/19).
W swój najlepszy w najwyższej lidze rozrywkowej w klasyfikacji kanadyjskiej datuje się na 2017/18 gdzie zaliczył 34 występy strzelił 11 bramek i zaliczył 14 asyst.

## Statystyki kariery
Aktualne na dzień 17 grudnia 2023.
| 2009/10            | Sevilla Atlético           | Segunda División B | 15  | 3  | —  | — | — | — | —  | — | 15  | 3  |
| 2010/11            | Sevilla Atlético           | Segunda División B | 34  | 16 | —  | — | — | — | —  | — | 34  | 16 |
| 2010/11            | Sevilla FC                 | Primera División   | 2   | 0  | 1  | 0 | — | — | 0  | 0 | 3   | 0  |
| 2011/12            | Sevilla Atlético           | Segunda División B | 31  | 7  | —  | — | — | — | —  | — | 31  | 7  |
| 2011/12            | Sevilla FC                 | Primera División   | 5   | 0  | 1  | 0 | — | — | 0  | 0 | 6   | 0  |
| 2012/13            | FC Barcelona B (wyp.)      | Segunda División   | 38  | 11 | —  | — | — | — | —  | — | 38  | 11 |
| 2013/14            | Liverpool                  | Premier League     | 9   | 0  | 2  | 0 | 1 | 0 | —  | — | 12  | 0  |
| 2014/15            | Málaga CF (wyp.)           | Primera División   | 15  | 2  | 4  | 0 | 0 | 0 | —  | — | 19  | 2  |
| 2015/16            | Deportivo La Coruña (wyp.) | Primera División   | 29  | 6  | 2  | 0 | 0 | 0 | —  | — | 31  | 6  |
| 2016/17            | S.S. Lazio                 | Serie A            | 9   | 1  | 1  | 0 | — | — | —  | — | 10  | 1  |
| 2017/18            | S.S. Lazio                 | Serie A            | 34  | 11 | 4  | 0 | — | — | 9  | 1 | 47  | 12 |
| 2018/19            | S.S. Lazio                 | Serie A            | 27  | 4  | 5  | 1 | — | — | 5  | 1 | 37  | 6  |
| 2019/20            | S.S. Lazio                 | Serie A            | 36  | 6  | 1  | 1 | — | — | 4  | 0 | 41  | 7  |
| 2020/21            | S.S. Lazio                 | Serie A            | 34  | 9  | —  | — | — | — | 6  | 0 | 40  | 9  |
| 2021/22            | S.S. Lazio                 | Serie A            | 34  | 5  | 2  | 0 | — | — | 8  | 0 | 44  | 5  |
| 2022/23            | S.S. Lazio                 | Serie A            | 35  | 6  | 2  | 0 | — | — | 7  | 1 | 44  | 7  |
| Łącznie w karierze | Łącznie w karierze         | Łącznie w karierze | 387 | 87 | 25 | 2 | 1 | 0 | 39 | 3 | 452 | 92 |

## Sukcesy

### S.S. Lazio Rzym
- Superpuchar Włoch: 2017/18, 2019/20
- Puchar Włoch: 2018/2019